# Giovanni Battista Rabbia
Giovanni Battista Rabbia (Milano, 1618 – 19 gennaio 1672) è stato un vescovo cattolico italiano.

## Biografia
Nato a Milano nel 1618, il 28 settembre 1671 fu nominato vescovo di Lodi. Ricevette la consacrazione episcopale il 4 ottobre dal cardinale Pietro Vidoni.
Morì pochi mesi dopo, il 19 gennaio 1672.

## Genealogia episcopale
La genealogia episcopale è:
- Cardinale Scipione Rebiba
- Cardinale Giulio Antonio Santori
- Vescovo Placido della Marra
- Cardinale Melchior Khlesl
- Cardinale Giovanni Battista Maria Pallotta
- Cardinale Pietro Vidoni
- Vescovo Giovanni Battista Rabbia, C.R.